# Okres wpływów rzymskich
Okres wpływów rzymskich – w archeologii termin chronologii względnej określający III okres epoki żelaza, odnoszący się do obszarów Barbaricum. 
Następuje, w zależności od terenów, po okresie lateńskim lub młodszym okresie przedrzymskim, a poprzedza okres wędrówek ludów. Rozpoczął się w początkach n.e., wraz z ustabilizowaniem się granicy Cesarstwa Rzymskiego na linii Renu i Dunaju. Koniec okresu jest utożsamiany z początkiem wędrówek ludów (375) i klęską Rzymian pod Adrianopolem (378). Tradycje okresu wpływów rzymskich jednak utrzymywały się na wielu obszarach co najmniej do połowy V w.
Rozróżnia się 3 główne fazy rozwojowe (B, C i D) – których cezury stanowią kolejno: 2. połowa II w. i schyłek IV w. – dzielone na kilka krótszych stadiów ujętych w ramy systemu Eggersa-Godłowskiego. Okres ten stanowi najlepiej chronologicznie opracowany odcinek pradziejów Europy.
We wczesnym okresie wpływów rzymskich (faza B) oddziaływania rzymskie doprowadziły do przyjęcia rzymskich technik walki i mody, a w rezultacie – do zmiany oblicza kulturowego obszarów Barbaricum, powstania nowych kultur archeologicznych, np. kultury wielbarskiej, nadłabskiego kręgu kulturowego, a także silnych przeobrażeń kultur już istniejących. Nastąpiło zespolenie środkowoeuropejskiej prowincji kulturowej. Rozwój kontaktów politycznych i gospodarczych (bursztynowy szlak) z obszarami Cesarstwa, w których warunki dyktowała silniejsza strona rzymska, spowodował napływ do Barbaricum licznych importów rzymskich. W rezultacie wojen markomańskich doszło do załamania się układu sił i dominującą stronę zaczęły stanowić plemiona barbarzyńskie.
W późnym okresie wpływów rzymskich (faza C) zaczęły się gwałtowne przemieszczenia ludnościowe w obrębie Barbaricum (Goci, Wandalowie), rejestrowane jako zmiany zasięgu kultur archeologicznych (kultura wielbarska, kultura przeworska) oraz walki plemienne, których przejawem są depozyty wotywne (Illerup Ådal, Nydam, Skedemosse). Wykształciły się też nowe kultury, jak: kultura luboszycka, kultura czerniachowska, dębczyńska grupa kulturowa. Narastająca ekspansja plemion germańskich (Gotów, Wandalów, Burgundów, Swewów, Alemanów, Franków) stanowiła bezpośrednie zagrożenie dla Cesarstwa i była jedną z przyczyn głębokiego kryzysu w Imperium. Jednocześnie na obszarach Barbaricum nastąpił rozkwit gospodarczy – rozpowszechnienie nowych technik produkcyjnych, np. koła garncarskiego, tokarki, wydzielenie się rzemiosła. Pogłębiła się stratyfikacja społeczna, wyodrębniły się elity władzy, archeologicznie zarejestrowane jako tzw. groby książęce (Zakrzów) lub skarby dynastyczne (Boroczyce, Zagórzynek).
W fazie końcowej (faza D) na większości Barbaricum stopniowo zanikało osadnictwo kultur o tradycjach okresu wpływów rzymskich; ostatecznie załamał się istniejący układ sił między Rzymianami a barbarzyńcami; pod naporem Hunów, Awarów i Słowian większość grup ludności zamieszkujących środkową Europę (z wyłączeniem plemion bałtyjskich) emigrowała stopniowo na zachód i południe, osiedlając się na dawnych terenach cesarstwa zachodniorzymskiego.